# NGC 1908
NGC 1908 est une entrée du New General Catalogue qui concerne un corps céleste perdu, ou inexistant dans la constellation d'Orion. Cet objet a été enregistré par l'astronome germano-britannique William Herschel le 1er février 1786.